# (472) Roma
(472) Roma – planetoida z pasa głównego asteroid okrążająca Słońce w ciągu 4 lat i 22 dni w średniej odległości 2,54 j.a. Została odkryta 11 lipca 1901 roku w Landessternwarte Heidelberg-Königstuhl w Heidelbergu przez Luigi Carnerę. Nazwa planetoidy pochodzi od Rzymu, stolicy Włoch. Przed nadaniem nazwy planetoida nosiła oznaczenie tymczasowe (472) 1901 GP.